# قارشة غنمية
قارشة غنمية (الاسم العلمي: Psoroptes ovi) (بالإنجليزية: sheep scab or cattle scab)‏ هي نوع من الحيوانات تتبع جنس القارشة من فصيلة القارشات. مرادفات القارِشَةُ البَقَرِيَّة أو القارِشَةُ الأَرْنَبِيَّة أو القارِشَةُ الخَيلِيَّة.